# Jacob van Oost (starszy)

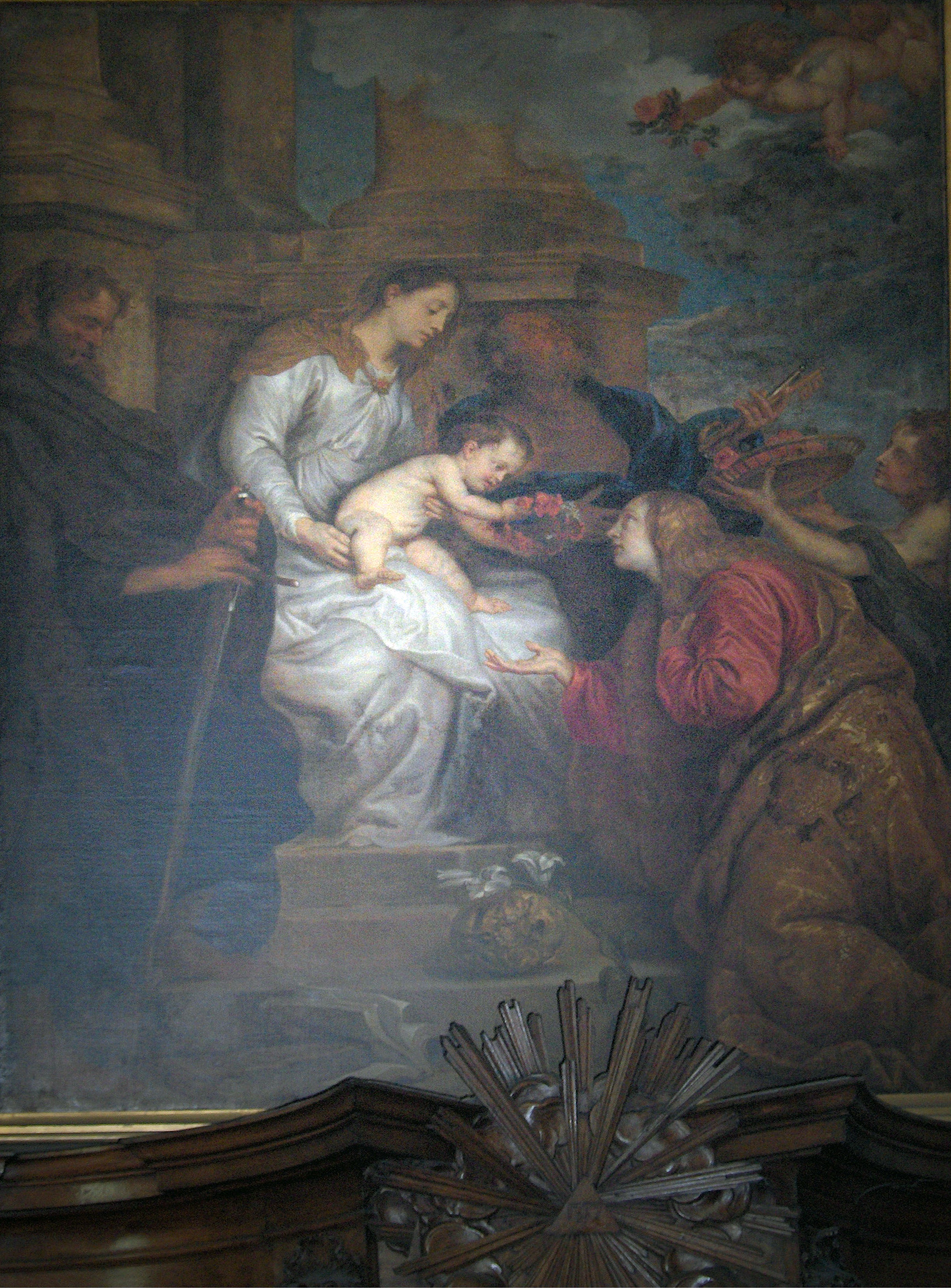
Madonna z Dzieciątkiem i świętymi (1648)

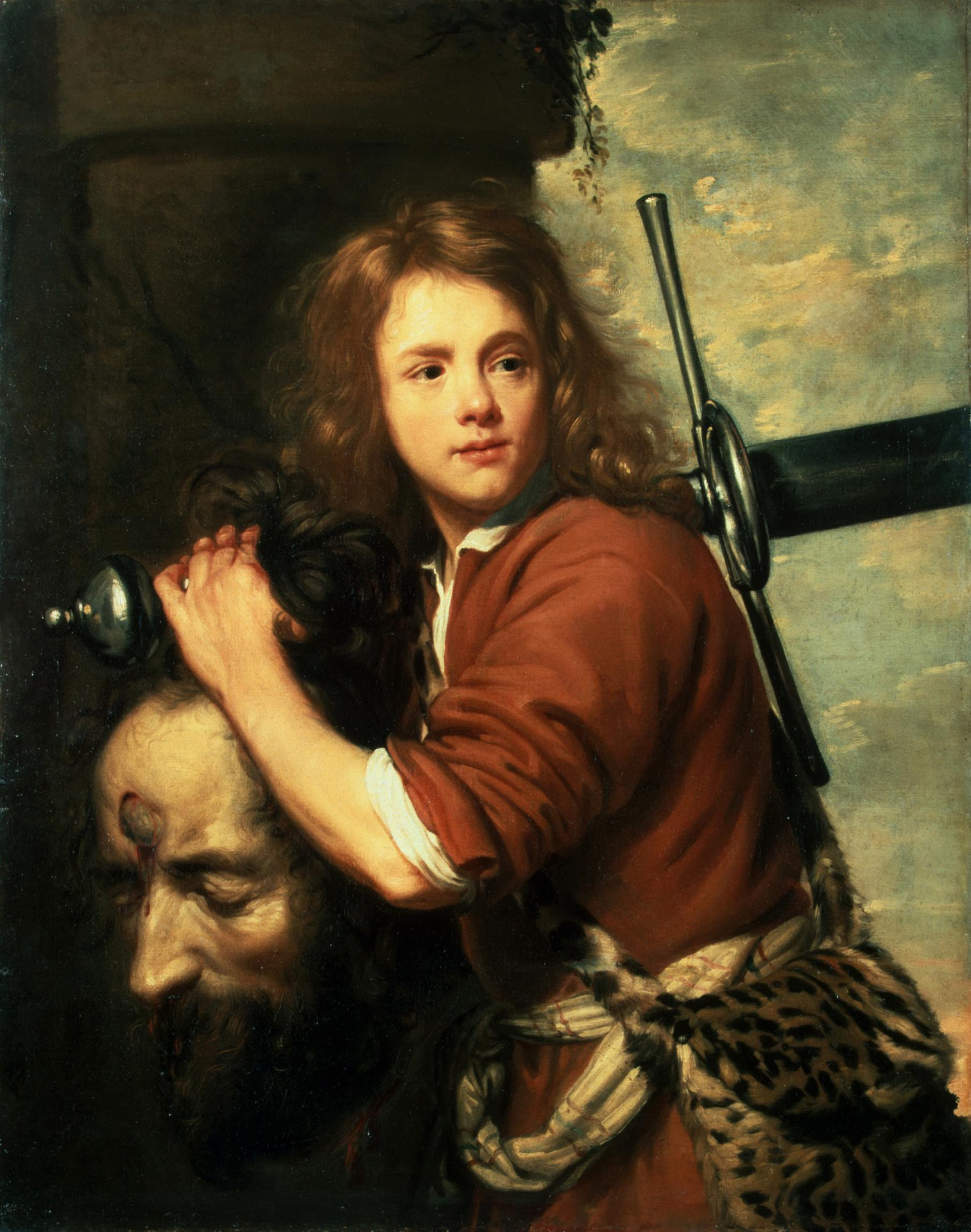
Dawid z głową Goliata (1643)

Jacob van Oost (starszy) (ur. 1 lipca 1601 w Brugii, zm. w 1671 tamże) – flamandzki malarz okresu baroku, caravaggionista.
Prawdopodobnie był uczniem swego brata Fransa. W 1621 uzyskał tytuł mistrza. Podczas pobytu we Włoszech zapoznał się z malarstwem Caravaggia, braci Carraccich i Tycjana. Po powrocie do Brugii malował caravaggionistyczne sceny religijne i rodzajowe. Później, głównie pod wpływem Carraccich i Domenichina, tworzył wielkie eklektyczne płótna dla brugijskich kościołów i klasztorów. Malował też portrety – pojedyncze, rodzinne i korporacyjne.
Jego dwaj synowie – Jacob van Oost (młodszy) i Willem van Oost również byli malarzami.

## Wybrane dzieła
- Portret mężczyzny - Wrocław, Muzeum Narodowe (przypisywany),
- Adoracja pasterzy – Valenciennes, Musée des Beaux-Arts,
- Adoracja pasterzy (1630) – St. Petersburg, Ermitaż,
- Dawid niosący głowę Goliata (1643) – St. Petersburg, Ermitaż,
- Madonna z Dzieciątkiem i świętymi (1648) – Brugia, Kościół Mariacki,
- Merkury i Jupiter w domu Filemona i Baucis – San Francisco, Fine Arts Museums,
- Młodzieniec piszący – Nantes, Musée des Beaux-Arts,
- Modląca się kobieta – Hamburg, Kunsthalle,
- Ofiarowanie w świątyni (ok. 1655) – Brugia, Kościół św. Jakuba,
- Portret chłopca w wieku 11 lat (1650) – Londyn, National Gallery,
- Portret dwóch mężczyzn – Gandawa, Museum voor Schone Kunsten,
- Portret rodziny brugijskiej (1645) – Brugia, Groeningemuseum,
- Portret mężczyzny (1638) – Berlin, Gemaeldegalerie,
- Pracownia artysty (1666) – Brugia, Groeningemuseum,
- Św. Marcin – Brugia, Groeningemuseum,
- Święta Rodzina z donatorem (ok. 1660) – St. Petersburg, Ermitaż,
- Zdjęcie z krzyża (1665) – Brugia, Memlingmuseum.